# 族群形成過程
族群形成（英語：Ethnogenesis），又譯民族起源或民族形成，為民族集團（ethnic group）的形成起源與發展起點。族群在形成之後，會出現自我認同或外在識別（outside identificatio）。這個名詞被廣泛應用在民族学中。
在19世紀和20世紀，社會因先前為社會提供連貫性的敘事已過時而面臨挑戰，轉而依靠族群或種族敘事來維持或重申其群體認同。

## 字源
民族形成（Ethnogenesis，複數形為），字根來自古希臘語：（éthnos），以及古希臘語：（génesis）。古希臘語：（éthnos），意為一群人，在中世紀時，在英文形成族群與國族（nation）的單字。古希臘語：（génesis），意為開始，由此開始形成。